# 梅崎重治
梅崎 重治（うめざき しげはる、1960年 - ）は日本のゲームクリエイター。
1983年4月にコナミ入社。『ゴエモンシリーズ』を多く手がけた。1998年2月にKCE神戸代表取締役社長。2005年10月にはグッド・フィールを設立し、代表取締役社長に就任した。

## 主な作品

### FC
- がんばれゴエモン!からくり道中 86.07.30 プログラム
- 沙羅曼蛇 1987.09.25  ディレクター/プログラム
- 魂斗羅 1988.02.09 ディレクター/プログラム
- コナミックアイスホッケー（英語版） 1988.07.22 ディレクター/プログラム
- グラディウスII -GOFERの野望- 1988.12.16 ディレクター/プログラム
- スーパー魂斗羅 1990.02.02 ディレクター/プログラム
- モアイくん 1990.03.09 ディレクター

### SFC
- がんばれゴエモン〜ゆき姫救出絵巻〜 1991.07.19 プロデューサー/プログラム
- タイニー・トゥーン アドベンチャーズ 1992.12.18 プログラム
- がんばれゴエモン2 奇天烈将軍マッギネス 1993.12.22 プロデューサー/プランナー
- 極上パロディウス! 1994.11.25 プロデューサー
- がんばれゴエモン3 獅子重禄兵衛のからくり卍固め 1994.12.16 プロデューサー/プログラム
- 実況おしゃべりパロディウス 1995.12.15 プロデューサー
- がんばれゴエモン きらきら道中〜僕がダンサーになった理由〜 1995.12.22 プロデューサー

### N64
- がんばれゴエモン〜ネオ桃山幕府のおどり〜 1997.08.07 プロデューサー
- 進め!対戦ぱずるだま 闘魂!まるたま町 1998.03.26 プロデューサー
- らくがきっず 1998.07.23 プロデューサー
- 悪魔城ドラキュラ黙示録 1999.03.11 エグゼクティブプロデューサー
- ゴエモン もののけ双六 1999.12.2 エグゼクティブプロデューサー
- 悪魔城ドラキュラ黙示録外伝 LEGEND OF CORNELL 1999.12.25 エグゼクティブプロデューサー

### GBC
- がんばれゴエモン〜もののけ道中 飛び出せ鍋奉行!〜 1999.12.16 エグゼクティブプロデューサー
- ときめきメモリアルPOCKET カルチャー編 1999.02.11 エグゼクティブプロデューサー

### PS
- 実況おしゃべりパロディウス forever with me SS/PS 1996.12.13/1996.12.20 プロデューサー
- がんばれゴエモン〜大江戸大回転〜 2001.03.29  エグゼクティブプロデューサー

### PS2
- 冒険時代活劇ゴエモン 2000.12.21 エグゼクティブプロデューサー
- 悪魔城ドラキュラ 闇の呪印 2005.11.24 エグゼクティブプロデューサー

### GBA
- コナミ ワイワイレーシング アドバンス 2001.03.21 エグゼクティブプロデューサー
- International Superstar Soccer Advance 2002.11.28 チーフプロデューサー

### DS
- 悪魔城ドラキュラ 蒼月の十字架 2005.08.25 エグゼクティブプロデューサー

### Wii
- ワリオランドシェイク 2008.07.24 シニアプロデューサー
- 毛糸のカービィ 2010.10.14 シニアプロデューサー

### Wii U
- ヨッシー ウールワールド 2015.7.16 シニアプロデューサー

## 開発奉行ウメザキ
帯ひろ志のマンガに登場する。当時の新作ゲーム『がんばれゴエモン2 奇天烈将軍マッギネス』の発売が決定したことをゴエモン達に内緒で町中に宣伝したコナミに抗議するため、神戸の電子要塞化されたコナミビルに乗り込むというエピソードで、ゴエモンたちの前に立ち塞がり翻弄する。
開発責任者キノシタの手下で、ちょんまげ頭に上下ジャージの上に羽織と袴という姿。
独自開発したワイヤレス式のスーパーファミコンのコントローラーの形をした「ハイパービーム」を使って、ヤエを裸にしようとするが、同行していたボンボンの撮影担当者にコントローラーを奪われ、激怒したヤエに倒される。